# باشگاه فوتبال فریملی گرین
باشگاه فوتبال فریملی گرین (به انگلیسی: Frimley Green Football Club) یک باشگاه فوتبال در شهر کمبرلی، کشور انگلستان است که در سال ۱۹۱۹ میلادی تأسیس شده است.